# Лісова Дача (заказник)
Лісова́ Да́ча — ботанічний заказник місцевого значення в Україні. Об'єкт розташований на території Ковельського району Волинської області, між селами Білин і Скулин. 
Площа 21,2 га. Статус присвоєно згідно з розпорядженням Волинської обласної ради від 03.03.1993 року № 18-р. Перебуває у віданні філії «Ковельське лісове господарство», Білинське лісництво, кв. 65, вид. 52-55. 
Статус присвоєно для збереження частини лісового масиву з високобонітетними сосново-дубовими насадженнями віком близько 100 років. У трав'яному покриві багато ягідників, лікарських рослин:  конвалія травнева, алтея лікарська, звіробій звичайний. Трапляються рідкісні види рослин, занесені до Червоної книги україни: баранець звичайний, молочай волинський, сон чорніючий.

## Галерея

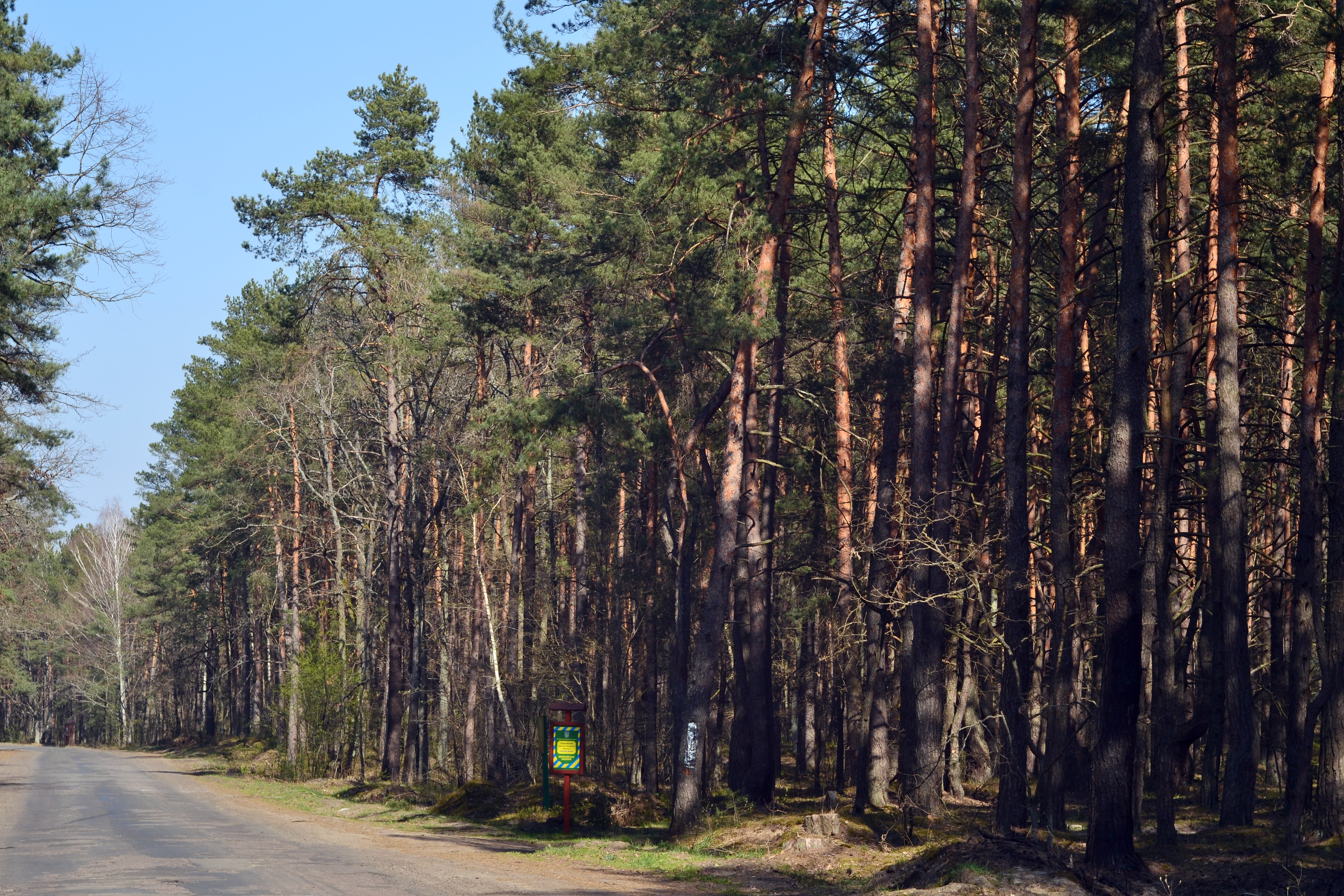
Вигляд з охоронною дошкою
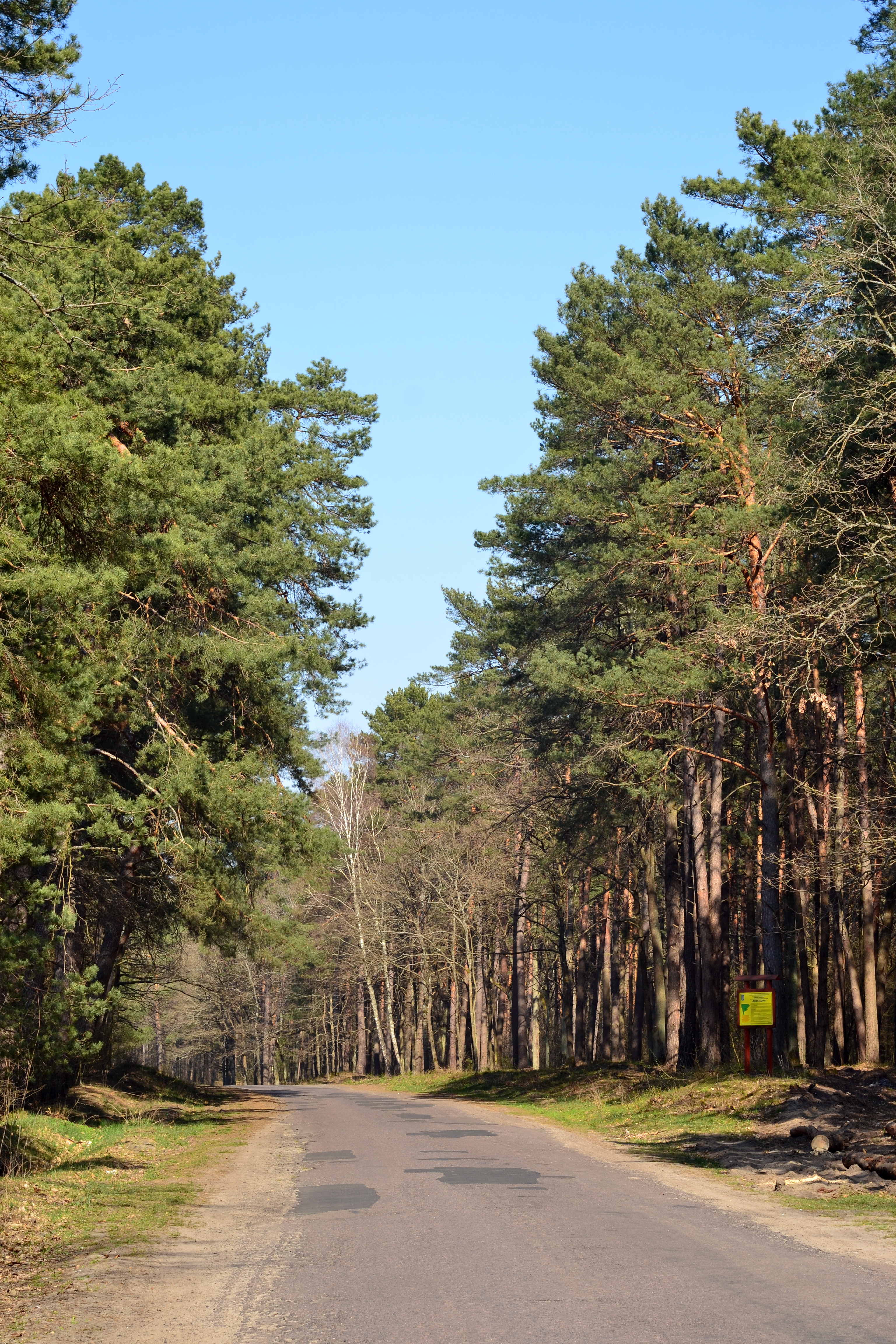
Вигляд з інформаційною дошкою
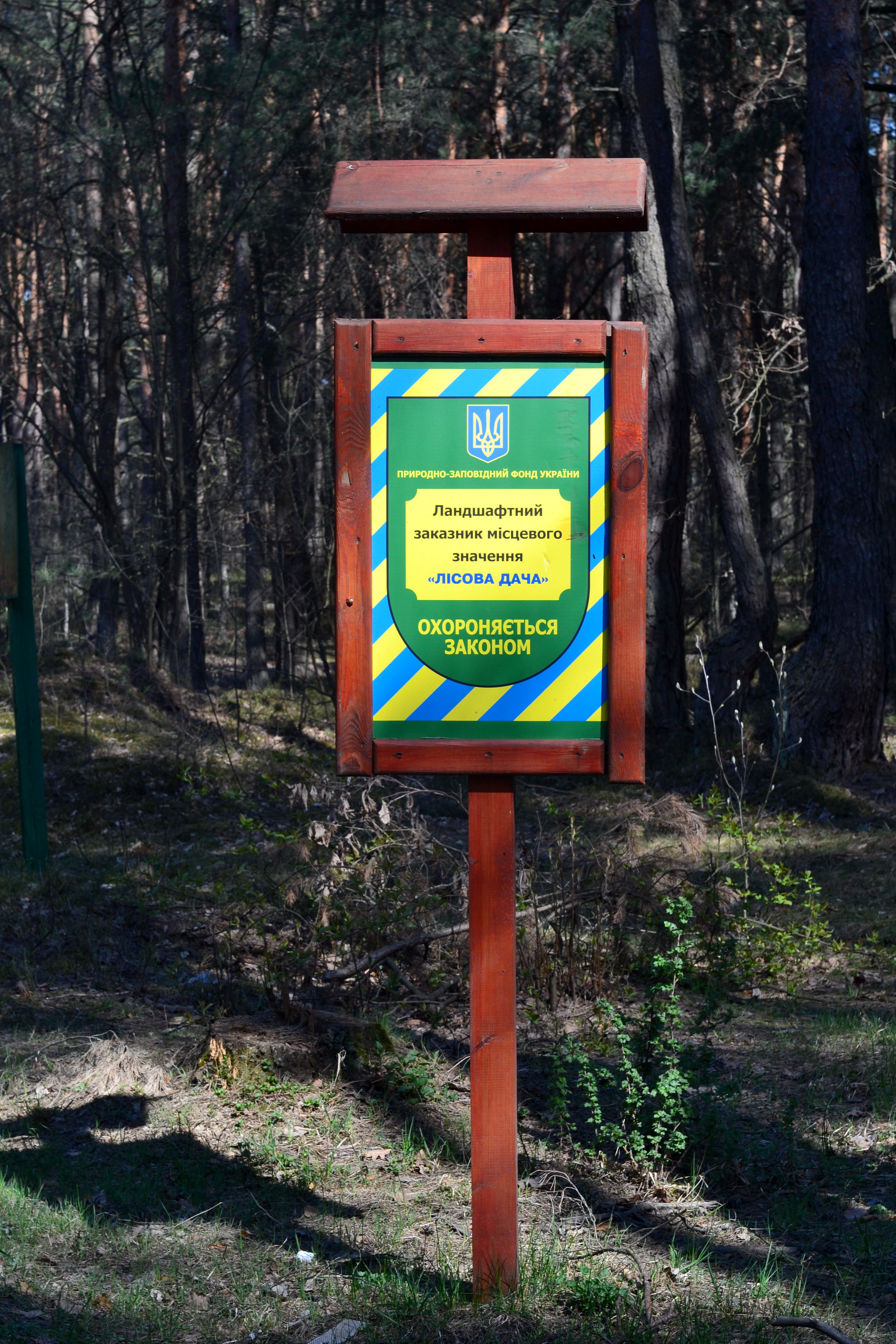
Охоронна дошка